# Astronomski satelit
Astronomski satelit (od lat. satelles, genitiv satellitis: pratilac, pomoćnik) je svemirska letjelica u putanji (orbiti) oko Zemlje ili drugih nebeskih tijela koje služe za astronomska opažanja, najčešće bilježenjem elektromagnetskih valova. Gibanjem izvan atmosfere izbjegavaju njezine ometajuće učinke (apsorpciju i scintilaciju), pa kutno razlučivanje može dostići teorijsku granicu zadanu valnom prirodom svjetlosti. Opremljeni su kamerama za snimanje s filtrima koji izdvajaju dijelove spektra, radiometrima, spektrometrima, detektorima čestica visokih energija, detektorima plazme, magnetometrima i drugim.

## Sateliti za opažanje Sunca
Sateliti za opažanje Sunca omogućili su nove spoznaje o procesima na Suncu i njegovu utjecaju na međuplanetarni prostor i samoga planeta. Ustanovljena je dubina i zonalna rotacija konvektivne zone, raspored temperature kroz dubinu Sunca i stanje na suprotnoj strani Sunca. Zajedno s geofizičkim satelitima oni nadziru Sunčevo kratkovalno i čestično zračenje, koje utječe na Zemljin okoliš. Opservatorij SOHO (pokrata od engl. The Solar and Heliospheric Observatory, od 1995.) postavljen je na udaljenosti od 1,5·106 km od Zemlje u smjeru Sunca (Lagrangeova točka L1). Slične su namjene opservatoriji ACE (akronim od engl. Advanced Composition Explorer, od 1997.), HESSI (akronim od engl. The High Energy Solar Spectroscopic Imager, od 2002.) i drugi. Satelit Ulysses (od 1992.) s periodom od 6,2 godine obilazi oko Sunčevih polova, istražujući međuplanetarno područje do Jupitera.

## Sateliti za optičko opažanje svemira
Sateliti za optičko opažanje svemira snimaju vidljivo, blisko ultraljubičasto i infracrveno zračenje. Najpoznatiji je Hubbleov svemirski teleskop (1990.) s objektivom promjera 2,4 metra. Umjetni satelit Hipparcos (od 1989. do 1993.) izmjerio je položaj 120 000 zvijezda s točnošću od 0,002 kutnih sekundi, Kepler (2009.) i drugi.

## Sateliti za opažanje rendgenskog i gama-zračenja
Sateliti za opažanje rendgenskog i gama-zračenja bilježe slabo rendgensko zračenje običnih zvijezda, na primjer LEGRI (akronim od engl. Low Energy Gamma-Ray Imager, od 1997. do 2002.), pulsara, galaktičkih jezgri, i slično, GLAST (akronim od engl. Gamma-ray Large Area Space Telescope, 2008), crnih rupa NuSTAR (akronim od engl. Nuclear Spectroscopic Telescope Array, od 2012.), snažna zračenja aktivnih galaktika i kvazara, INTEGRAL (akronim od engl. International Gamma-Ray Astrophysics Laboratory, od 2002.) snažne gama bljeskove (engl. Swift Gamma Ray Burst Explorer, od 2004.) te zračenje koje pristiže iz međugalaktičkoga visokotemperaturnoga plina.

## Sateliti za opažanje milimetarskih radiovalova
Sateliti za opažanje milimetarskih radiovalova bilježe zračenje hladnih međuzvjezdanih oblaka i pozadinsko zračenje. Mjerenje anizotropije milimetarskih radiovalova pozadinskoga zračenja s pomoću satelita COBE (akronim od engl. Cosmic Background Explorer, od 1989. do 1993.) i WMAP (akronim od engl. Wilkinson Microwave Anisotropy Probe, od 2001. do 2010,) omogućilo je uvid u fizičko stanje ranoga svemira pa je potvrđen inflacijski model svemira (za koji su J. C. Mather i G. F. Smoot dobili Nobelovu nagradu za fiziku 2006.). Danas se u Zemljinoj orbiti oko Sunca nalazi satelit Planck (od 2009.).

## Sateliti za opažanje ultraljubičastoga zračenja
Sateliti za opažanje ultraljubičastoga zračenja snimaju usijane plinovite maglice, hladne maglice koje apsorbiraju ultraljubičasto zračenje, bliske dvojne i vruće zvijezde. Najpoznatiji su: IUE (akronim od engl. International Ultraviolet Explorer, od 1978. do 1996.), FUSE (akronim od engl. Far Ultraviolet Spectroscopic Explorer, od 1999. do 2007.), GALEX (akronim od engl. Galaxy Evolution Explorer, od 2003.), CHIPS (akronim od engl. Cosmic Hot Interstellar Spectrometer, od 2008.) i drugi.

## Sateliti za opažanje infracrvenoga zračenja
Sateliti za opažanje infracrvenoga zračenja snimaju središta galaktika i druga nebeska tijela zaklonjene oblacima praha (infracrveno zračenje prolazi kroz prašinu) te nebeska tijela na nižim temperaturama kao što su smeđi i crveni patuljci i mlade zvijezde i njihovu okolinu u kojoj nastaju planeti. Najpoznatiji su sateliti IRAS (akronim od engl. Infrared Astronomical Satellite, od siječnja do listopada 1983.) i ISO (akronim od engl. Infrared Space Observatory, od 1995. do 1998.), Svemirski teleskop Spitzer (od 2003.), SWAS (akronim od engl. Submillimeter Wave Astronomy Satellite, od 1998. do 2005.), WISE (akronim od engl. Wide-field Infrared Survey Explorer, od 2009. do 2011.), Herschel svemirski opservatorij (od 2009.) i drugi.